# Hemicordulia koomia
Hemicordulia koomia là loài chuồn chuồn trong họ Corduliidae. Loài này được Watson mô tả khoa học đầu tiên năm 1979.